# Jean et Jacqueline Lerat
 (mai 2025).
 (mai 2025).
Jean Lerat (1913-1992) et Jacqueline Lerat, née Bouvet (1920-2009), son épouse, sont deux céramistes français.

## Biographie
Jean Lerat s’installe à La Borne (Cher) au printemps 1941, à l’âge de 28 ans, après une activité dans la sculpture, le design et la peinture. Ce village est connu pour sa tradition de grès cuits au bois. Il y initie une pratique céramique influencée par ce contexte local.
En juillet 1943, Jacqueline Bouvet rejoint La Borne, à 23 ans, attirée par le travail du grès. Après leur mariage en 1945, le couple s’installe dans l’atelier construit par Paul Beyer, céramiste actif dans l’entre-deux-guerres, qui y avait installé un four à bois innovant.Tout en conservant leurs approches respectives, ils signent leurs œuvres d’un sigle commun : « JJLerat ». Ils participent à l’émergence du courant des « grès naturels », en lien avec d’autres céramistes, mettant en valeur les argiles de la veine de Yenne, datant du Jurassique.
Dans les années 1950, ils réalisent plusieurs commandes dans le cadre du renouveau de l’art sacré porté par le père Couturier. En 1953, dans le cadre des premiers projets liés à la politique du 1 % culturel, l’État leur commande une œuvre pour la façade du lycée Marguerite de Navarre à Bourges : 41 médaillons sculptés par Jean Lerat, représentant des figures féminines.Ils construisent ensuite à Bourges un atelier doté d’un four à bois amélioré, à proximité de l’École nationale des beaux-arts, où Jean Lerat encadre l’enseignement de la céramique.
Après 1955, leur production s’oriente vers une expression proche de l’abstraction. Jean Lerat développe un bestiaire et réalise jusqu’à sa mort en 1992 des vases-sculptures de grand format, parfois inspirés par des éléments naturels et sa propre expérience corporelle. Jacqueline Lerat explore pour sa part une œuvre sculptée associant formes végétales et corporelles, dont certains critiques soulignent la dimension spirituelle.

Leur parcours est régulièrement cité dans les publications spécialisées sur la céramique contemporaine française de la seconde moitié du XXe siècle.

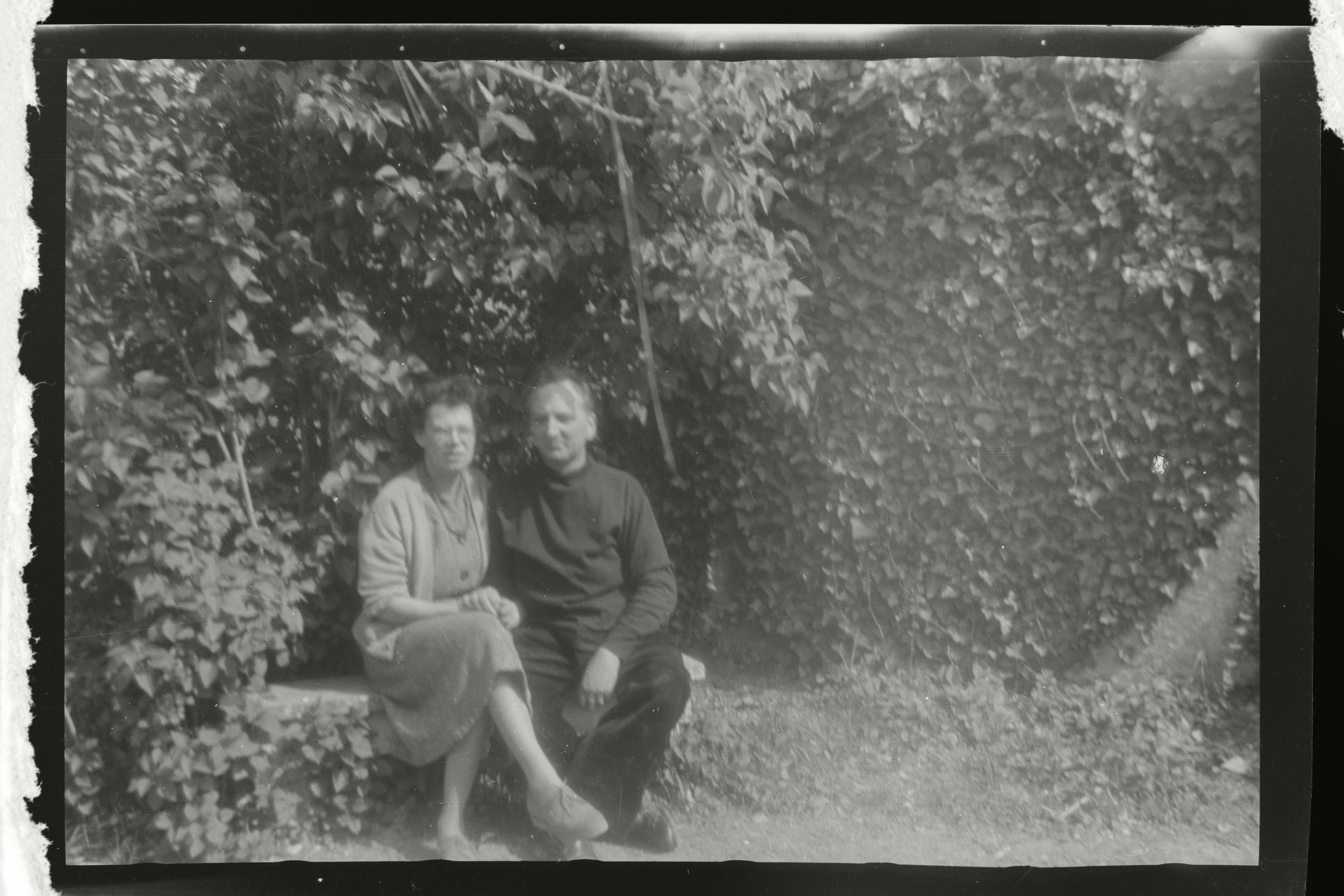
Jean et Jacqueline Lerat

## Œuvre
Les œuvres de Jean et Jacqueline Lerat reflètent un travail collaboratif où les synergies sont évidentes, tout en conservant une démarche individuelle pour chacun des deux artistes. Trois trajectoires coexistent : celle de Jean, celle de Jacqueline, et celle du couple. Le catalogue raisonné de leur œuvre, en cours de constitution, s’enrichira progressivement grâce à l’exploitation des documents, notamment des carnets de croquis conservés aux Archives départementales du Cher. Ce travail permettra aux chercheurs d’apporter de nouveaux éclairages.

### Jean Lerat entre 1913 et 1944

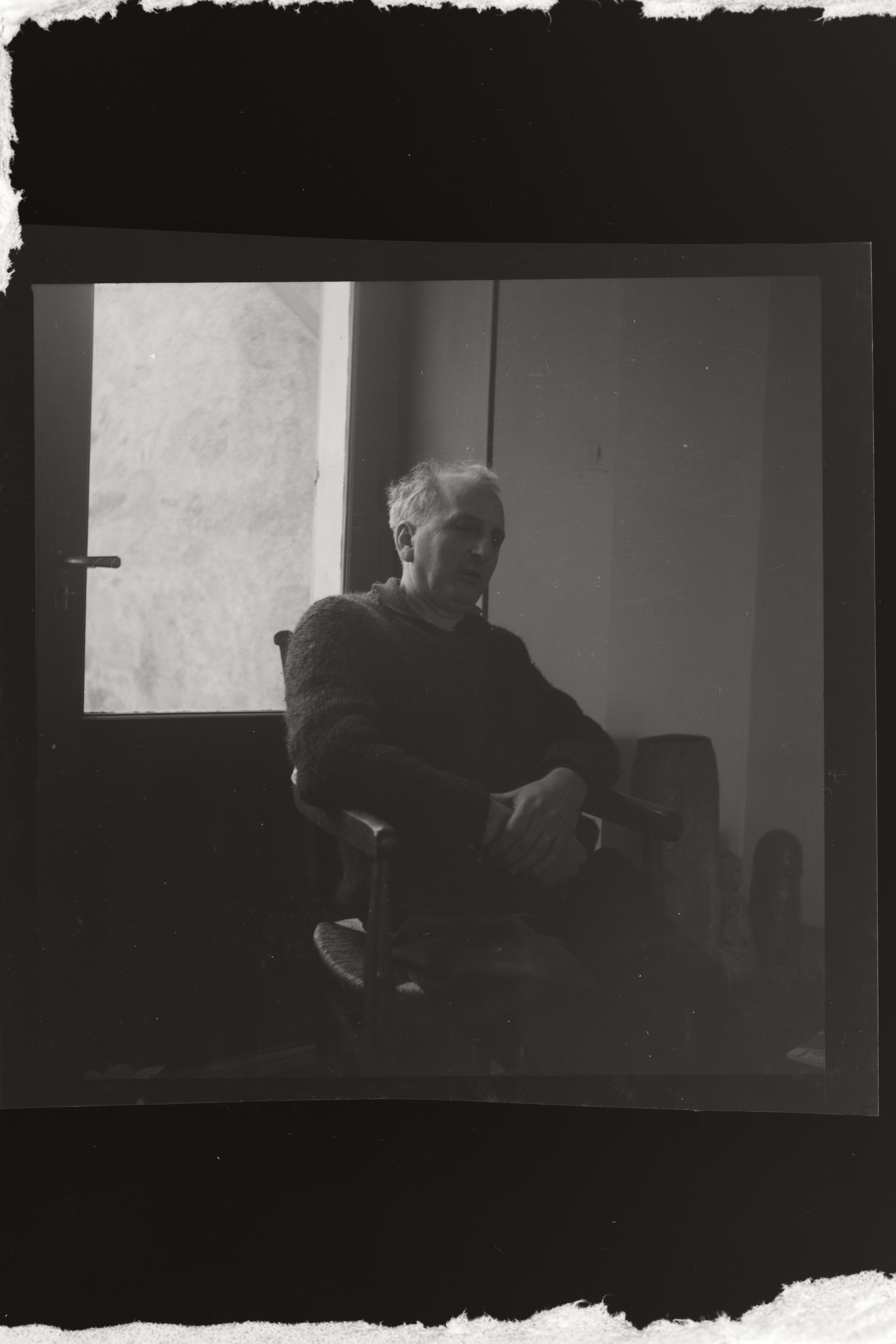
Jean Lerat, 1960

#### Formation et premières influences
Jean Lerat est né le 1er janvier 1913 à Bourges, dans une famille d’agriculteurs et de menuisiers. Après son certificat d’études en 1926, il entre comme apprenti en sculpture sur bois à l’École nationale des arts appliqués à l’industrie de Bourges. Ses qualités de dessinateur sont reconnues par le directeur de l’École, Édouard Duneufgermain (1881-1958), un graveur émérite. Son professeur de sculpture, Noël Feuerstein (1904-1998), sculpteur formé à l’École Boulle, lui assure une formation classique et rigoureuse. Il réalise son portrait en marbre, qui est conservé au musée du Berry. Jean participe à l’Exposition universelle de 1937 et y obtient le 2e prix de sculpture avec une tête de Pomone en céramique.

#### Premiers travaux artistiques et rencontre avec La Borne
Jean Lerat dessine des meubles, des céramiques, des affiches, et peint des paysages d’Auvergne, de Bretagne et du Berry, vendus à la galerie de François Guillaume à Bourges. Il enseigne le dessin au grand séminaire du Cher et à l’école municipale de Saint-Amand-Montrond. Pour François Guillaume, il réalise des prototypes de pièces décoratives en porcelaine, comme la « danse berrichonne ».
François Guillaume, passionné par les céramiques anciennes de La Borne, initie Jean Lerat à l’univers de la poterie locale. En 1941, il lui propose d’installer un atelier d’artiste à La Borne, avec l’aide d’Armand Bedu, maître potier. Ce dernier fournit l’argile, les émaux et cuit les pièces dans son four à bois. Jean produit près de 700 céramiques entre 1941 et 1945, incluant des objets du quotidien ainsi que des œuvres plus expressives (art sacré, bestiaire, scènes de vie).

#### Rencontres et contexte artistique
Le département du Cher est, depuis l’Exposition universelle de 1937, au centre de l’innovation céramique. Bourges y installe les grès réalisés pour l’Exposition par la manufacture de Sèvres dans son jardin art déco. François Guillaume fait travailler pour ses éditions des arts de la table des illustrateurs réputés tels que Jean Luce. Il collectionne également des céramiques du XIXe siècle de La Borne, notamment celles de Jacques-Sébastien Talbot et de sa fille Marie Talbot. Pendant la guerre, il continue de soutenir la céramique en faisant découvrir les potiers de La Borne à Georges-Henri Rivière, du Musée des Arts et Traditions Populaires, et facilite l’installation de Paul Beyer, céramiste réputé de l’entre-deux-guerres. La nomination d’Henri Malvaux à la direction de l’École nationale des beaux-arts, avec le projet de créer un enseignement de la céramique au sein de l’École, renforce cette dynamique.

### Jacqueline Bouvet-Lerat entre 1920 et 1944

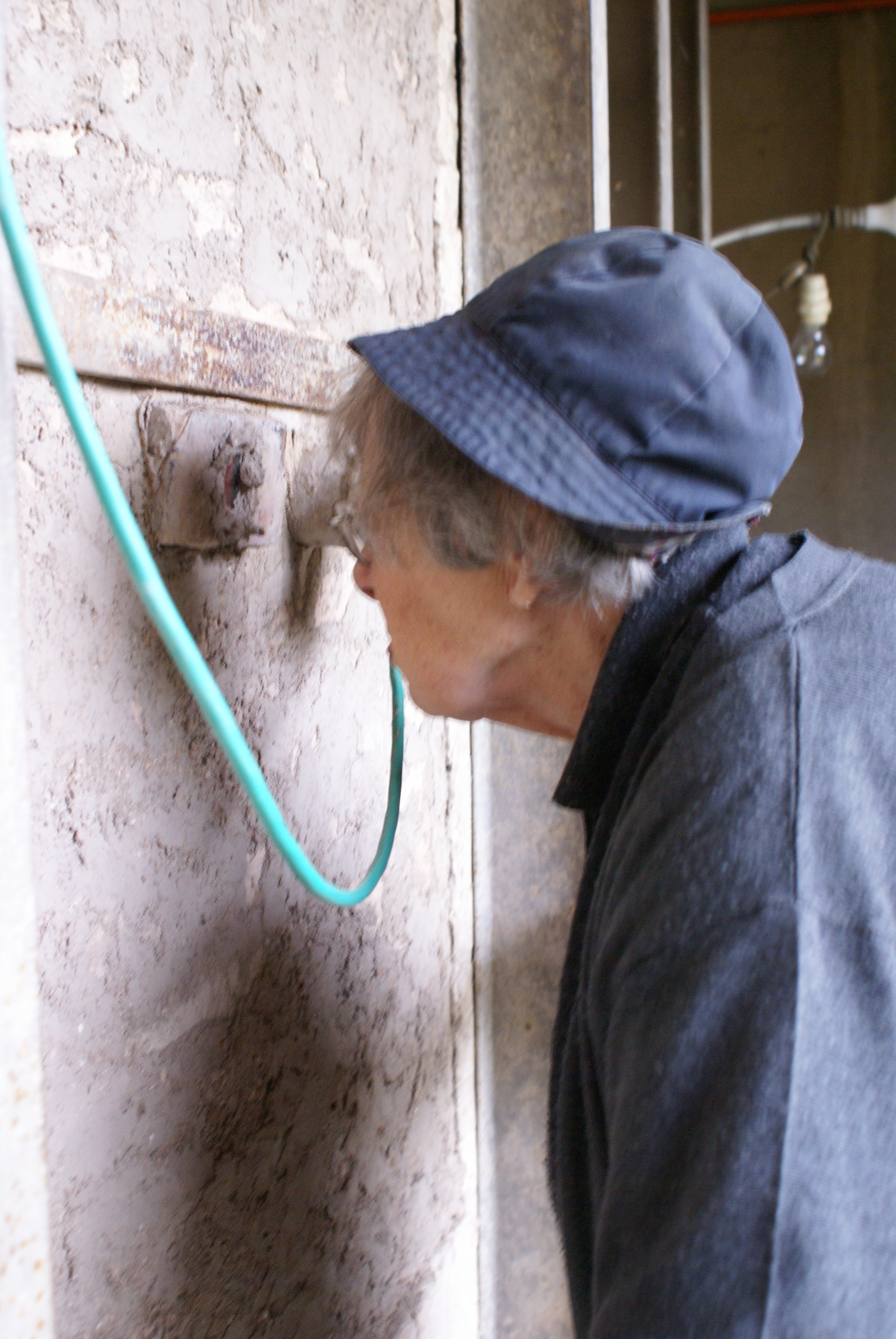
Jacqueline Lerat, four du 25 novembre 1986 - Photo Bernard Guillot

#### Enfance, éducation et premiers engagements
Jacqueline Bouvet naît le 2 décembre 1920 à Bonneville (Haute-Savoie, France). Son père, Jean Bouvet, blessé à Verdun, professeur d’histoire-géographie, est nommé à l’École Normale d’instituteur de Mâcon. Il devient une figure locale importante par ses engagements politiques et ses recherches archéologiques et historiques. Sa mère, Marthe Genevois, est pianiste.
Jacqueline est une élève brillante, très indépendante, et bénéficie des acquis sociaux du Front Populaire. Passionnée de dessin, elle fréquente l’École des Beaux-Arts de Mâcon, dirigée par le peintre Henri Malvaux, ami de la famille.

#### Rencontres formatrices et éveil artistique
Dans les années 1930, la famille Bouvet participe aux rencontres du Contadour, initiées par Jean Giono, où Jacqueline fait la rencontre de Lucien Jacques et Justin Grégoire, qui explorent de nouvelles voies de représentation des paysages ruraux.
Elle collabore à la revue Élans à Mâcon, où elle côtoie le sculpteur Maxime Descombin. Elle entame des études à l’École des Arts Décoratifs déplacée à Bordeaux en 1940, mais quitte l’établissement, peu convaincue par l’enseignement académique.

#### Découverte de la céramique et rencontre avec La Borne
En 1941, elle rejoint le Centre artisanal Jeune-France de Mâcon, où elle se forme à la céramique auprès du céramiste Alexandre Kostanda. Elle y rencontre la céramiste australienne Anne Dangar, qui l’impressionne par son indépendance et son interprétation des dessins celtes et des peintures d’Albert Gleizes. Elle garde avec elle des échanges nourris avec Dangar jusqu’à son décès en 1951.
En juillet 1943, sur recommandation d’Henri Malvaux, elle s’installe à La Borne, invitée par François Guillaume. Elle loge chez Mme Chameron, ansesuse, et commence à travailler la terre et les émaux fournis par Armand Bedu. Elle s’inspire des motifs populaires de la vallée de la Saône et des Alpes.

#### Un tournant personnel et artistique
Elle admire la rigueur et la créativité de Jean Lerat dans l’atelier où ils travaillent. Une relation de confiance entre les deux artistes naît rapidement. De retour à Mâcon au printemps 1944, elle est profondément marquée par l’assassinat de son père par la milice de Pétain. Soutenue par Jean Giono, elle revient à La Borne en septembre 1944, déterminée à poursuivre son travail artistique auprès de Jean Lerat.

### Repères chronologiques

#### Jean Lerat
- 1926 : formation à l'École nationale des beaux-arts de Bourges
- 1936-1939 : professeur de dessin à l'École nationale supérieure d'art de Bourges
- 1941 : arrivée à La Borne
- 1943-1978 : professeur de céramique à l'École nationale supérieure d'art de Bourges

#### Jacqueline Lerat
- 1939 : formation à l'école municipale de dessin de Mâcon
- 1940 : études à l'École nationale supérieure des arts décoratifs de Paris
- 1941 : travaille à l'atelier céramique Jeune France à Saint-Laurent-Les-Mâcon
- 1966-1988 : professeur de céramique à l'École nationale supérieure d'art de Bourges

#### Jean et Jacqueline Lerat
- 1945 : occupent l'atelier de Paul Beyer, premier atelier en commun à La Borne
- 1955 : deuxième atelier à Bourges, équipé d'un four de type Sèvres

### Prix et distinctions
- 1982 : Grand Prix national du ministère de la culture
- Jacqueline fut élevée au rang de chevalier des Arts et des Lettres, Jean à celui de chevalier de la Légion d'honneur.

## Sélection d'expositions
- 1946-1966 : Paris, galerie Rouard
- 1947 : musée de Birmingham, Stoke on trent, Derby et Swansea « Modern French pottery »
- 1951 : Paris, musée des Arts Décoratifs, "Artisans d'art"
- 1955 : Helsingborg, « Exposition internationale des arts appliqués »
- 1960 : Tokyo, Decorative Art Exhibition
- 1962 : Ratilly, « Maîtres potiers contemporains » (avec Hamada, sa première exposition en France, Bernard Leach, etc.)
  - 1962-63 : puis Paris, musée des Arts décoratifs
- 1970 : Londres, Victoria & Albert Museum
- 1972 : Japon, « European Contemporary Ceramics »
- 1975 : Saint-Rémy-de-Provence, galerie Noëlla Gest, « 18 artistes et la terre » (catalogue)
- 1980 : Paris, musée des Arts décoratifs, « Les Métiers de l'Art », commissaire François Mathey
- 1981 : Bourges, maison de la culture, « Rétrospective Jean et Jacqueline Lerat »
- 1984 : Paris, musée des Arts décoratifs, « Sur invitation »
- 1989 : Ratilly, « Jean et Jacqueline Lerat » (catalogue)
- 1994 : Bourges, maison de la culture et musée du Berry, « Jean et Jacqueline Lerat » (livre)
- 1996 : Saint-Avit « Le Bois, Le Feu, Le Grès »
- 1999 : musée Bernard Palissy
- 2005 : Sèvres, Musée national de céramique, « 50 ans de céramique »
- 2007 : Londres, galerie Besson, « Trois Grandes Dames I, Jacqueline Lerat », (catalogue)
- 2010 : Paris, Galerie XXI[1], « 8 artistes & la terre »[2].
- 2012 : Sèvres, Cité de la Céramique, « Jacqueline Lerat, l'être et la forme » [3]
- 2012 : Galerie Capazza, Nançay, France, "Jean et Jacqueline Lerat"
- 2013 : Musée Ariana Genève « 8 artistes et la terre »
- 2024 : Musée Ariana Genève « Liberté conditionnelle, choisir acquérir, enrichir ».

## Principales Collections publiques
- Londres, Victoria & Albert Museum
- Lyon, musée des Beaux-Arts
- Paris, musée des arts décoratifs
- Roanne, Musée Joseph Déchelette
- Musée Bernard Palissy
- Musées de Bourges
- Musée du Hièron
- Musée des Ursulines de Mâcon
- Sèvres, Musée national de céramique
- Genèves, Musée Ariana

### Biblio-filmographie
- 1994 : Jean et Jacqueline Lerat, céramistes par Bernard Noël, notes de Jacqueline Lerat, éd. Cercle d'art, coll. Le Pré
- 1991 : Jacqueline Lerat - Anne Dangar, une rencontre, 1942-1951, éditions ARgile, Silex 5, des Cahiers d'ARgile
- 2007 : L'Être et la Forme, rencontre avec Jacqueline Lerat céramiste, réalisé par Jeanne Hadorn, Prix FIFAV, 2008
- 2009 : 8 artistes[4] & la terre, sous la dir. d'Arnauld de l'Épine, textes d'A. de l'Épine, Jean-Pierre Thibaudat, Germain Viatte, éditions ARgile à Banon (Hameau-de-Vière, La Rochegiron, 04150), 336 p.  (ISBN 2-909758-25-7)
- 2010 : Denis Goudenhooft, Potiers de grès, Complément d’objet, Martot
- 2012 : Jean et Jacqueline Lerat, préface de Bernard Noël, témoignage de Bernard Dejonghe, postface de Gérard Capazza, éditions Galerie Capazza, 2012
- 2014 : Moderne Keramik aus Frankreich: 1970 bis 2000. Aus der Sammlung Kermer, Theodor-Zink-Museum, Wadgasserhof, Kaiserslautern, 2014 (Catalogue d'exposition: 11 octobre 2014–15 février 2015)  (ISBN 978-3-936036-38-1), p. 83–84, pl. coul. 28
- 2018 : Céramique française 1970–2000: Donation France et Wolfgang Kermer, Sarreguemines, Édition Musées de Sarreguemines, 2018  (ISBN 978-2-91375-924-4), p. 26–27, 30, 72, pl. coul.
- 2018: Renaud Régnier, Formes humaines, Musée Vassil Ivanoff, La Borne
- Pierre Staudenmeyer, La Céramique Française des Années 50, Norma, 2004, 326 p. (ISBN 2909283534), p. 222-227
- Par le feu, la couleur : Céramiques contemporaines – Éditions Musée Adrien Dubouché - Catalogue présentant une sélection d’œuvres contemporaines issues des collections du musée, dont une sculpture de Jacqueline Lerat.
- 2025 : Jean-Roch Bouiller Lettres à une jeune céramiste Editions Bernard Chauveau. Paris.
- Dossier de presse du Musée Joseph Déchelette – Roanne